# Lukas Klostermann
Lukas Manuel Klostermann (Herdecke, Alemania, 3 de junio de 1996) es un futbolista alemán. Juega en la posición de defensa y desde 2014 milita en el R. B. Leipzig de la Bundesliga.

## Trayectoria

### VfB Bochum
Klostermann comenzó a jugar al fútbol cuando tenía cinco o seis años. Formó parte de varios equipos juveniles del FSV Gevelsberg, SSV Hagen y VfL Bochum. Mientras estaba en FSV Gevelsberg, jugó en varias posiciones antes de instalarse en la posición de defensa en el VfL Bochum.
Después de progresar en el equipo juvenil del VfL Bochum, Klostermann fue ascendido al equipo sub-19 y luego al VfL Bochum II. Además, capitaneó los equipos sub-17 y sub-19. En algún momento, firmó un contrato con el club, manteniéndolo hasta 2015. Hizo su debut con el club, entrando como suplente en la segunda mitad, en la victoria por 2-0 ante el VfR Aalen, el 14 de marzo de 2014. Sus pocas apariciones en el primer equipo lo llevaron a ser nombrado como Jugador del Mes de mayo del club. Al final de la temporada 2013-14, hizo nueve apariciones en el equipo.
En agosto de 2014 se anunció que Klostermann y VfL Bochum no habían logrado llegar a un acuerdo sobre la extensión de su contrato.

### RB Leipzig
Posteriormente, no jugó otro partido para el Bochum y el 22 de agosto de 2014 se anunció que sería transferido al RasenBallsport Leipzig. En un principio, firmó un contrato de cuatro años con el club. En su primera temporada jugó tanto para el primer equipo como para el equipo filial. En total disputó 13 partidos con el primer equipo, marcando un gol y asistiendo una vez.
Poco después de unirse al RB Leipzig, Klostermann fue asignado al equipo sub-19 y al RB Leipzig II. Hizo su debut en el RB Leipzig contra el Erzgebirge Aue en la segunda ronda de la Copa de Alemania el 29 de octubre de 2014. Sin embargo, marcó un autogol y ayudó al equipo a ganar 3-1 más adelante en el juego. No fue hasta el 12 de diciembre de 2014 cuando debutó en la liga con el club, donde entró como suplente en la victoria por 1-0 sobre el Greuther Fürth. En el final de la temporada 2014-15, Klostermann tuvo algunas apariciones en el primer equipo tras la crisis defensiva del club. Luego marcó su primer gol con el club el 24 de abril de 2015, en la victoria por 2-1 ante el SV Darmstadt 98. Al final de la temporada 2014-15, Klostermann jugó en 15 partidos y anotó solamente un gol.
En la temporada 2015-16, Klostermann comenzó la temporada, jugando en la posición de lateral derecho para el equipo y pronto se convirtió en primera opción del club durante toda la temporada. Asistió un gol para Davie Selke en el empate 2-2 ante Greuther Fürth en la segunda jornada. Luego marcó su primer gol de la temporada, en la victoria por 2-1 ante el 1860 Munich el 13 de marzo de 2016. Más tarde, Klostermann ayudó al club a ascender a la Bundesliga por primera vez después de vencer al Karlsruher SC 2-0 el 8 de mayo de 2016. A pesar de perderse tres partidos, debido a lesiones más adelante en la temporada 2015-16, Klostermann hizo un total de 31 apariciones y anotó una sola vez en todos los torneos.
De cara a la temporada 2016-17, el dúo de la Premier League Tottenham Hotspur y Arsenal mostró interés por Klostermann. Sin embargo, su temporada se vio ensombrecida por las lesiones. Solamente hizo una aparición en la temporada como titular, en la victoria por 1-0 sobre el Borussia Dortmund en la segunda jornada. Mientras se rehabilitaba, Klostermann extendió su contrato con el club, manteniéndolo hasta 2021. No fue hasta mayo de 2017 cuando volvió a entrenar con el primer equipo en plena recuperación.

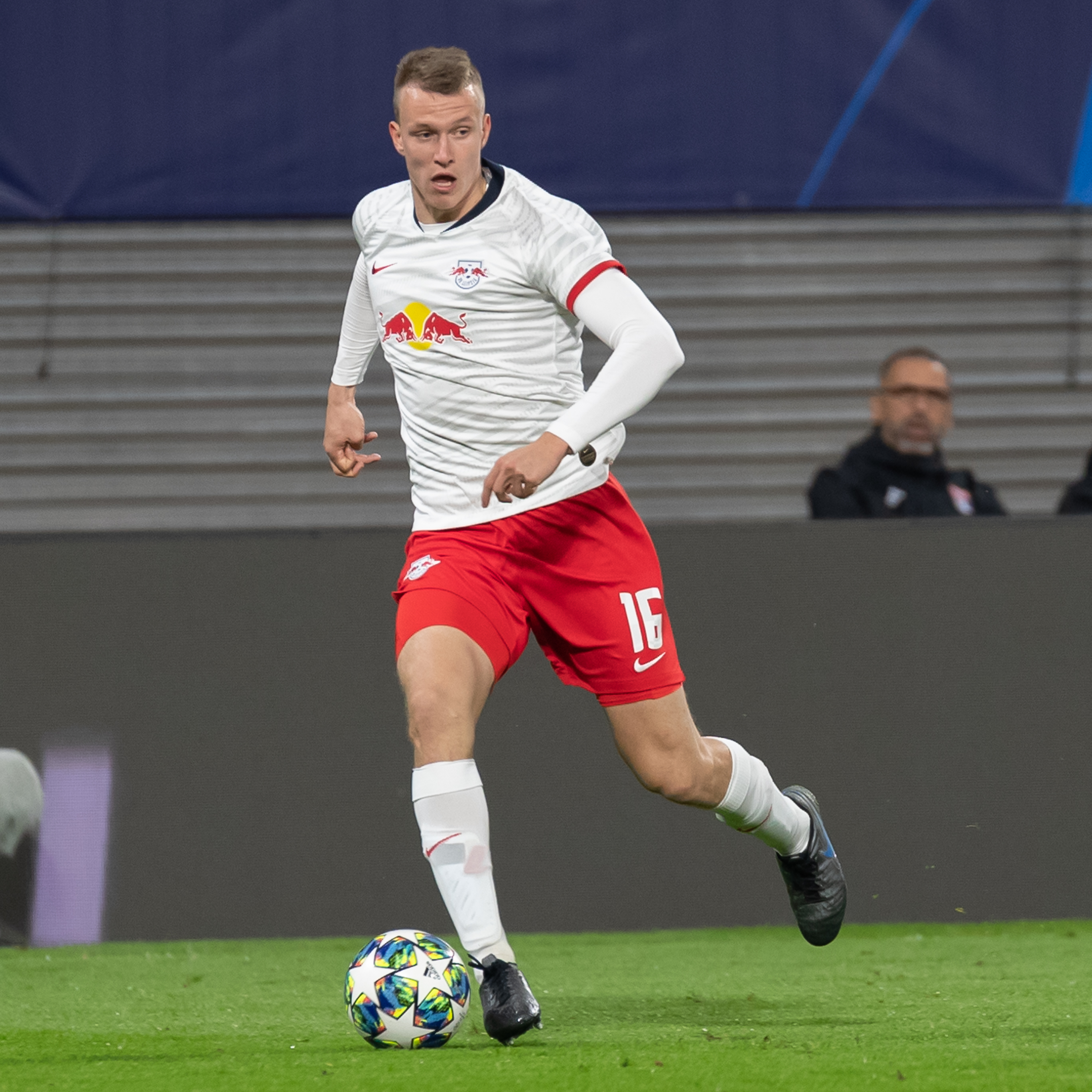
Klostermann con el RB Leipzig.

En la temporada 2017-18, Klostermann recuperó su lugar en el RB Leipzig, jugando en la posición de lateral derecho. A pesar de su ausencia al inicio de la temporada, marcó su primer gol para el club, en la victoria por 2-1 sobre el 1. FC Köln el 1 de octubre de 2017. En la segunda mitad de la temporada 2017-18, Klostermann perdió sla titularidad en la posición de lateral derecho ante Konrad Laimer. En cambio, comenzó a jugar en la posición de lateral izquierdo durante el resto de la temporada 2017-18, aunque ocasionalmente jugó en la posición de lateral derecho. Al final de la temporada 2017-18, Klostermann pasó a hacer treinta y nueve apariciones en todas las competencias disputadas.
Antes de la temporada 2018-19, Klostermann fue vinculado a un posible fichaje al AS Roma, pero desestimó la jugada y quiso quedarse en el club. Sin embargo, al comienzo de la temporada 2018-19, estuvo fuera de juego debido a que se quedó en el banquillo y sufrió una lesión en la rodilla. Después de regresar de su lesión, Klostermann recuperó la titularidad del equipo en la posición de lateral derecho a pesar de la sobreoferta de jugadores que había en su posición. No fue hasta el 11 de noviembre de 2018 cuando anotó su primer gol de la temporada y estableció uno de los goles en la victoria por 3-0 sobre el Bayer Leverkusen. Durante el partido, Klostermann jugó su partido #100 con el equipo. Su segundo gol de la temporada llegó un mes después, el 22 de diciembre de 2018, en la victoria por 3-2 sobre el Werder Bremen. Después de sufrir una lesión en el tendón de la corva mientras estaba jugando para la selección mayor, Klostermann regresó de la lesión siendo titular en una victoria por 4-2 sobre el Bayer Leverkusen el 6 de abril de 2019. Más tarde, el 3 de mayo de 2019 marcó dos goles en el empate 3-3 contra el 1. FSV Mainz 05, sumando su cuenta a cinco goles esta temporada. Klostermann ayudó al club a alcanzar su primera final de la Copa de Alemania tras vencer al Hamburgo S.V. por 3-1. En la final contra el Bayern de Múnich fue titular, perdiendo por 3-0. Al final de la temporada 2018-19, Klostermann pasó a hacer cuarenta apariciones y anotó cinco goles.

## Selección nacional

### Categorías menores

#### Sub-17
Su primer contacto con un seleccionado nacional fue a los 16 años cuando debutó en la selección sub-17 vs. Países Bajos en un amistoso, en el cual entró como suplente al segundo tiempo. Jugó en total 6 partidos amistosos, donde en 3 partidos fue titular y en los otros tres entró como sustituto.

#### Sub-19
Un año y siete meses más tarde, Lukas jugó su primer juego con la selección sub-19, el 5 de septiembre, en un amistoso contra Países Bajos con un resultado a favor de 3-2. Tres días después, Klostermann entró a la segunda mitad del empate a 1-1 contra Inglaterra. En ambos partidos participó en la posición de lateral derecho.
Luego de no ser convocado a la primera ronda clasificatoria del Campeonato Europeo de la UEFA Sub-19 2015, Lukas disputó tres partidos amistosos en noviembre: 90 minutos en la derrota por 2-0 ante España, 21 minutos en la segunda mitad de la victoria por 0-3 ante Grecia, y 90 minutos en la derrota por 0-5 contra Francia. Mientras que en los amistosos jugó como lateral derecho (lateral izquierdo en el juego contra Grecia), en el resto de partidos se ubicó en la posición de defensa central.
En marzo de 2015, Klostermann ayudó a su equipo a clasificar al Campeonato Europeo Sub-19 participando en los partidos de la Ronda Élite y siendo capitán del juego contra Irlanda. Cuatro meses después, en el campeonato europeo, sería titular en los tres partidos de fase de grupos, quedando la selección alemana última de grupo al empatar en puntos con las demás 3 selecciones.
| Torneo                                    | Sede   | Resultado      | Partidos | Goles | Asistencias |
| ----------------------------------------- | ------ | -------------- | -------- | ----- | ----------- |
| Campeonato Europeo de la UEFA Sub-19 2015 | Grecia | Fase de grupos | 3        | 0     | 0           |

#### Sub-21
Meses después, en septiembre de 2015, Lukas debutó con la selección sub-21 en la victoria por 2-1 ante Dinamarca, en un partido amistoso jugando solamente 8 minutos en el segundo tiempo. Para la clasificación a la Eurocopa Sub-21 de 2017, Klostermann participó en cuatro partidos como defensa central, mas no fue convocado a la hora de que Alemania jugó el campeonato europeo.
Luego de terminada la Eurocopa sub-21 de ese año, en septiembre Lukas fue de nuevo convocado a la selección para un amistoso contra Hungría, cuyo resultado fue en contra por 2-1. Para la clasificatoria de la Eurocopa Sub-21 de 2019, jugó en nueve de diez partidos, de los cuales fue capitán en dos de ellos. También fue capitán en dos amistosos. Ya en la Eurocopa sub-21, Klostermann fue titular en todos los partidos, llegando a la final contra España, la cual perderían por 2:1.
De las selecciones juveniles con las que ha participado Klostermann, con la sub-21 ha sido con la que más partidos ha jugado con 22 apariciones y 2 goles.
| Torneo                  | Sede                | Resultado  | Partidos | Goles | Asistencias |
| ----------------------- | ------------------- | ---------- | -------- | ----- | ----------- |
| Eurocopa Sub-21 de 2019 | Italia y San Marino | Subcampeón | 5        | 0     | 0           |

#### Sub-23

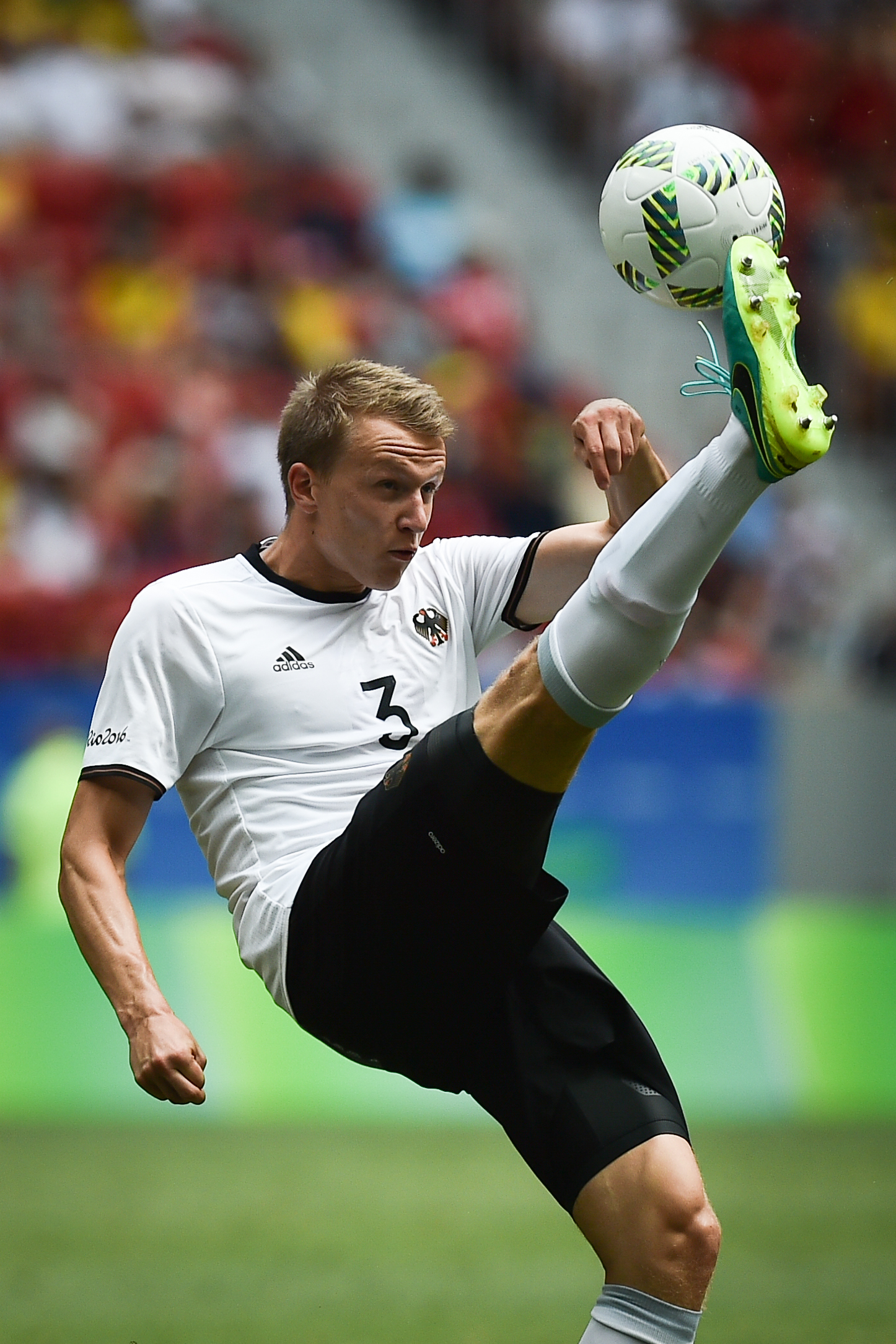
Klostermann en los Juegos Olímpicos de Río de Janeiro 2016.

Con la selección sub-23, Klostermann disputó el torneo masculino de fútbol de los Juegos Olímpicos de Río de Janeiro 2016 en la posición de lateral izquierdo, llegando a la final siendo titular en 5 de los seis partidos que disputó el seleccionado alemán. El único juego que no disputó completo fue el de Fiyi, en el cual salió al iniciada la segunda mitad.
En el primer juego de fase de grupos, llevado a cabo el 4 de agosto de 2016 contra México, Klostermann participó en todo el partido, dando como marcador final de 2-2 Tres días después, el 7 de agosto, Lukas jugó los 90 minutos del empate contra Corea del Sur por 3:3. Otros tres días más tarde, el 10 de agosto, Klostermann ganaría con la selección su tercer y último partido de primera fase ante Fiyi por 10 a 0, asistiendo el cuarto gol para Nils Petersen en el primer tiempo. De esta forma clasificaron en el 2.º puesto con dos empates y una victoria, con un total de 5 puntos por debajo de los siete puntos de Corea del Sur.
En los cuartos de final, disputados el 13 de agosto, Klostermann participó en ambos tiempos en la victoria ante Portugal por 0:4. En el partido de semifinal llevado a cabo cuatro días después, Klostermann ayudó a su equipo anotando un gol en la victoria ante Nigeria por 0:2. En el partido final del 20 de agosto, la selección olímpica se enfrentó a equipo local, Brasil, ante el cual empataron por 1:1. Luego de no definirse el campeón en los tiempos extra, la selección brasileña derrotó a Alemania con un resultado de 6:5 en penales.
Luego de ganar la medalla de plata, Lukas mostró interés en participar en los Juegos Olímpicos de Tokio 2020. Sin embargo, debido a su edad no podría ser convocado.
| Torneo                   | Sede           | Resultado        | Partidos | Goles | Asistencias |
| ------------------------ | -------------- | ---------------- | -------- | ----- | ----------- |
| Juegos Olímpicos de 2016 | Río de Janeiro | Medalla de plata | 6        | 1     | 1           |

### Selección absoluta
Klostermann debutó con la selección mayor en el partido amistoso contra Serbia, jugado el 20 de marzo de 2019 al mando del entrenador Joachim Löw. El resultado final fue de un empate por 1-1. Su actuación lo llevaría a ser convocado para un partido de clasificación para la Eurocopa 2020 contra Países Bajos, pero se perdería el juego debido a una lesión. A pesar de eso, más tarde, Lukas sería titular en 6 partidos de la clasificación y en un amistoso contra Argentina.

#### Participaciones en Copas del Mundo
| Mundial           | Sede  | Resultado      | Partidos | Goles |
| ----------------- | ----- | -------------- | -------- | ----- |
| Copa Mundial 2022 | Catar | Fase de grupos | 2        | 0     |

## Estadísticas

### Clubes
Actualizado al último partido disputado el 2 de noviembre de 2024.
| Club                        | Div.          | Temporada     | Liga  | Liga  | Liga   | Copas nacionales | Copas nacionales | Copas nacionales | Copas internacionales | Copas internacionales | Copas internacionales | Total | Total | Total  |
| Club                        | Div.          | Temporada     | Part. | Goles | Asist. | Part.            | Goles            | Asist.           | Part.                 | Goles                 | Asist.                | Part. | Goles | Asist. |
| --------------------------- | ------------- | ------------- | ----- | ----- | ------ | ---------------- | ---------------- | ---------------- | --------------------- | --------------------- | --------------------- | ----- | ----- | ------ |
| VfL Bochum II · Alemania    | 4.ª           | 2013-14       | 2     | 0     | 0      | —                | —                | —                | —                     | —                     | —                     | 2     | 0     | 0      |
| VfL Bochum II · Alemania    | Total club    | Total club    | 2     | 0     | 0      | 0                | 0                | 0                | 0                     | 0                     | 0                     | 2     | 0     | 0      |
| VfL Bochum · Alemania       | 2.ª           | 2013-14       | 9     | 0     | 0      | 0                | 0                | 0                | —                     | —                     | —                     | 9     | 0     | 0      |
| VfL Bochum · Alemania       | Total club    | Total club    | 9     | 0     | 0      | 0                | 0                | 0                | 0                     | 0                     | 0                     | 9     | 0     | 0      |
| R. B. Leipzig II · Alemania | 5.ª           | 2014-15       | 2     | 1     | 0      | —                | —                | —                | —                     | —                     | —                     | 2     | 1     | 0      |
| R. B. Leipzig II · Alemania | Total club    | Total club    | 2     | 1     | 0      | 0                | 0                | 0                | 0                     | 0                     | 0                     | 2     | 1     | 0      |
| R. B. Leipzig · Alemania    | 2.ª           | 2014-15       | 13    | 1     | 1      | 2                | 0                | 0                | —                     | —                     | —                     | 15    | 1     | 1      |
| R. B. Leipzig · Alemania    | 2.ª           | 2015-16       | 30    | 1     | 3      | 1                | 0                | 0                | —                     | —                     | —                     | 31    | 1     | 3      |
| R. B. Leipzig · Alemania    | 1.ª           | 2016-17       | 1     | 0     | 0      | 0                | 0                | 0                | —                     | —                     | —                     | 1     | 0     | 0      |
| R. B. Leipzig · Alemania    | 1.ª           | 2017-18       | 26    | 1     | 0      | 2                | 0                | 0                | 11                    | 0                     | 0                     | 39    | 1     | 0      |
| R. B. Leipzig · Alemania    | 1.ª           | 2018-19       | 26    | 5     | 1      | 5                | 0                | 2                | 9                     | 0                     | 0                     | 40    | 5     | 3      |
| R. B. Leipzig · Alemania    | 1.ª           | 2019-20       | 31    | 3     | 1      | 2                | 1                | 0                | 10                    | 0                     | 1                     | 43    | 4     | 2      |
| R. B. Leipzig · Alemania    | 1.ª           | 2020-21       | 23    | 1     | 0      | 4                | 0                | 0                | 2                     | 0                     | 0                     | 29    | 1     | 0      |
| R. B. Leipzig · Alemania    | 1.ª           | 2021-22       | 23    | 0     | 1      | 3                | 0                | 1                | 11                    | 0                     | 0                     | 37    | 0     | 2      |
| R. B. Leipzig · Alemania    | 1.ª           | 2022-23       | 15    | 0     | 0      | 5                | 0                | 0                | 2                     | 0                     | 0                     | 22    | 0     | 0      |
| R. B. Leipzig · Alemania    | 1.ª           | 2023-24       | 25    | 1     | 0      | 3                | 0                | 0                | 6                     | 0                     | 0                     | 34    | 1     | 0      |
| R. B. Leipzig · Alemania    | 1.ª           | 2024-25       | 8     | 0     | 0      | 2                | 0                | 0                | 0                     | 0                     | 0                     | 10    | 0     | 0      |
| R. B. Leipzig · Alemania    | Total club    | Total club    | 221   | 13    | 7      | 29               | 1                | 3                | 51                    | 0                     | 1                     | 301   | 14    | 11     |
| Total carrera               | Total carrera | Total carrera | 234   | 14    | 7      | 29               | 1                | 3                | 51                    | 0                     | 1                     | 314   | 15    | 11     |

## Palmarés

### Campeonatos nacionales
| Título                            | Club                 | País     | Año     |
| --------------------------------- | -------------------- | -------- | ------- |
| Bundesliga sub-19 (Norte/Noreste) | R. B. Leipzig sub-19 | Alemania | 2014-15 |
| Copa de Alemania                  | R. B. Leipzig        | Alemania | 2021-22 |
| Copa de Alemania                  | R. B. Leipzig        | Alemania | 2022-23 |
| Supercopa de Alemania             | R. B. Leipzig        | Alemania | 2023    |

### Campeonatos internacionales
| Título           | Club (*)              | Sede           | Año  |
| ---------------- | --------------------- | -------------- | ---- |
| Juegos Olímpicos | Selección de Alemania | Río de Janeiro | 2016 |

(*) Incluyendo la selección.

### Distinciones individuales
| Distinción                                                 | Año  |
| ---------------------------------------------------------- | ---- |
| Medalla Fritz Walter de Bronce al mejor futbolista sub-17. | 2015 |